# 441 a.C.

## Eventos
- Caio Fúrio Pácilo Fuso e Mânio Papírio Crasso, cônsules romanos.
- Zhou Aiwang virou-se rei da dinastia Zhou da China , mas morre antes do final do ano, sendo sucedido por Zhou siwang.
- O dramaturgo grego Eurípedes ganha a sua primeira vitória em um concurso trágico.
- O dramaturgo grego Sófocles escreve a Antígona.